# Mihail Paseciniuc
Mihail Paseciniuc (Tiraspol, 9 marzo 1991) è un ex calciatore moldavo, di ruolo centrocampista.

## Carriera

### Club
Ha totalizzato oltre cento presenze in carriera nella massima serie del campionato moldavo. Ha avuto anche una breve esperienza in Russia al Volga Nižnij Novgorod, ma ha giocato esclusivamente per la formazione riserve.
Con la maglia dello Zarea Bălți ha esordito nelle coppe europee nel luglio del 2010, giocando i minuti finali della gara contro il Xəzər-Lənkəran valida per l'andata del primo turno di qualificazione alla UEFA Europa League 2010-2011. Ha giocato in tutto cinque incontri nelle coppe europee, tutti nei turni preliminari di Europa League.

### Nazionale
Con la nazionale Under-21 ha giocato 2 partite di qualificazione agli Europei di categoria.